# Distrito de Port Phillip

Mapa do distrito quando suas fronteiras foram ajustadas pela primeira vez em 1839.

Mapa do distrito em 1840, depois que suas fronteiras foram expandidas.

O Distrito de Port Phillip era uma divisão administrativa histórica da Colônia de Nova Gales do Sul, que existiu de setembro de 1836 a 1º de julho de 1851, quando foi separada de Nova Gales do Sul e se tornou a Colônia de Vitória. 
As fronteiras do distrito não foram definidas inicialmente, mas em 1839 o distrito foi definido como consistindo de todas as terras dentro de Nova Gales do Sul ao sul do paralelo 36 S latitude e entre 141 °E (ou seja, a fronteira com a futura Colônia da Austrália Meridional) e longitude em 146 °E. Em janeiro de 1840, coincidindo com a introdução de um esquema de venda de terras a preço fixo, a fronteira norte do distrito avançou para seguir o curso do rio Murrumbidgee e de sua nascente até a costa do Pacífico em Moruya. No entanto, após ampla oposição em Sydney, inclusive do Conselho Legislativo, a fronteira foi retraída para o sul até o rio Murray. Em 1 de julho de 1843, uma proclamação formalizou a fronteira como sendo executada desde o cabo Howe, até a fonte mais próxima do rio Murray, e depois ao longo do curso do Murray até a fronteira com a Austrália Meridional. 